# High Hopes (1988)
High Hopes is een Britse filmkomedie uit 1988 onder regie van Mike Leigh.

## Verhaal
Cyril en Shirley zijn een modaal stel in Londen. Shirley wil graag een kind, maar Cyril is erop tegen. Hij leest liever Marx en droomt van een ideale wereld. Hij heeft ook last met zijn vergeetachtige, conservatieve moeder en zijn ambitieuze zus.

## Rolverdeling
| Acteur              | Personage              |
| ------------------- | ---------------------- |
| Philip Davis        | Cyril Bender           |
| Ruth Sheen          | Shirley                |
| Edna Doré           | Mevrouw Bender         |
| Philip Jackson      | Martin Burke           |
| Heather Tobias      | Valerie Burke          |
| Lesley Manville     | Laetitia Boothe-Braine |
| David Bamber        | Rupert Boothe-Braine   |
| Jason Watkins       | Wayne                  |
| Judith Scott        | Suzi                   |
| Cheryl Prime        | Vriendin van Martin    |
| Diane-Louise Jordan | Apothekersassistente   |
| Linda Beckett       | Receptioniste          |